# Obila chama
Obila chama là một loài bướm đêm trong họ Geometridae.